# Ókólnir
En la Mitología nórdica, Ókólnir (Nunca frío) es el nombre de una llanura donde se encuentra la morada del gigante Brimir y mencionada únicamente en la estrofa 37 del poema Völuspá de la Edda poética. La localización de la llanura no se especifica en dicho poema.